# Jens Christiansen
 For alternative betydninger, se Jens Christiansen (flertydig). (Se også artikler, som begynder med Jens Christiansen)
Jens Christiansen (født 16. februar 1964) har siden 1. december 2020 været særlig rådgiver for Kaare Dybvad Bek først i Indenrigs- og Boligministeriet og siden maj 2022 i Udlændinge- og Integrationsministeriet.

## Politisk karriere
Jens Christiansen var fra oktober 1984 til oktober 1985 formand for Landssammenslutningen af Handelsskoleelever. Han blev afløst af Winnie Berndtson. 
I 1986 blev han formand for Danmarks Socialdemokratiske Ungdom, hvor han afløste Jan Petersen. Da Jens Christiansen i 1990 gik af, efterfulgtes han af Anette Berentzen.
Jens Christiansen er uddannet cand.scient.adm. på RUC (1990-97), han var herefter lederskribent og debatredaktør på Dagbladet Aktuelt (1996-98), chef i ISS (1998-2000), udviklingsdirektør i en forlagsvirksomhed og ansat i Dansk Metalarbejderforbund (2000-2002). På den socialdemokratiske partikongres i 2002 blev Jens Christiansen valgt som partisekretær, hvor han havde ansvaret for valgkampe, organisation, strategi og økonomi. Denne post forlod han i maj 2006.
Jens Christiansen er forfatter til bogen "Hvem vinder valget? – Strategi, kampagne og valgkamp" (Gyldendal 2007).